# Julie Bonnie
Julie Bonnie, ou Julie B. Bonnie, née le 3 mars 1972 à Tours, est une écrivaine française, également chanteuse, violoniste, guitariste et compositrice.

## Biographie

### Débuts
Julie Bonnie commence sa carrière au milieu des années 1990 comme violoniste au sein du groupe tourangeau post-punk Forguette Mi Note, créé quelques années auparavant autour de Claire Diterzi. Ensemble, ils sortent deux albums, Gargouillis en 1993 et Cruciforme en 1994, sur le label Cobalt. Elle enregistre également avec le chanteur Robert Beckman un disque intitulé Tu es à moi.

### Période Cornu
Après la séparation du groupe Forguette Mi Note en raison de tensions internes, elle devient en 1996 la chanteuse et violoniste du groupe Cornu, aux côtés du bassiste Alex Bonnie (son frère) et du batteur Ben Bernardi, qui était déjà membre de Forguette Mi Note. Elle enregistre deux albums avec le groupe, Cornu (1998) et A3 (2000), publiés chez Island Records. Avec ce groupe, elle fait les premières parties des tournées de Louise Attaque et de Dionysos pour plus de cinq cents dates. Elle enregistre un titre en duo avec Mathias Malzieu de Dionysos : Ciel en sauce.

### Carrière solo
En octobre 2001, Julie Bonnie sort son premier album solo, Marie-Plane, dont elle effectue la réalisation, avec comme invités Yann Tiersen, Billy Conway, Sébastien Martel, Vincent Ségal et un duo avec Gaëtan Roussel sur le titre Je l'admire. 
Le 3 février 2005, Julie Bonne participe à l'installation Musique pour les plantes au Palais de Tokyo de Paris.
Son premier EP quatre titres, Chic, sorti en 2006, est produit par Bertrand Belin, avec la participation Mathias Malzieu en duo sur le morceau Bimbo. Elle fait la première partie de Dionysos le 13 mars 2006 à l'Olympia. En 2008, elle chante avec Pablo Krantz sur son album Les chansons d'amour ont ruiné ma vie et joue une dizaine de concerts avec lui. En 2009, elle part en Californie pour une mini-tournée avec le groupe Absinthe Glow.
En novembre 2010, elle enregistre Pa ma talaï, Music for babies, une création musicale pour Arte radio. En juin 2011, sort son deuxième album autoproduit, On est tous un jour de l'air, enregistré, arrangé, réalisé et mixé par Kid Loco. En 2013, elle enregistre son troisième album solo, Bonne femme, à nouveau produit par Kid Loco.
Elle compose la musique du spectacle de la compagnie du Cincle Plongeur (avec la danseuse Anne-Laure Rouxel), Ouli, joué une centaine de fois, notamment à Cité de la musique, au musée du quai Branly, au Tout-petit festival à Nantes...

### Littérature
Publié en août 2013, Chambre 2, son premier roman, est récompensé du prix du roman Fnac,. En 2013, elle publie l'ouvrage jeunesse Super Chanteuse et Petit Pirate, illustré par Charles Dutertre, puis en 2014 Le Lion des montagnes.
Elle participe à la revue Portrait vol. 1, pour laquelle elle réalise un portrait du juge anti-terroriste Marc Trévidic, ce qui donne lieu à un mini-concert de Julie Bonnie et du juge à la Maison de la poésie. Dans Portrait vol. 2, elle écrit une nouvelle : In virus veritas. Elle écrit, lit, met en musique et en son la série pour enfants Guillemette pour Arte Radio. Elle participe aussi à Lecture de chambre 2, avec le quintet à cordes Ensemble Grimbert-Barré, sur la musique originale de Stanislas Grimbert-Barré (Madame lune).
Son deuxième roman (hors littérature jeunesse), Mon amour, sort en mars 2015. Il se penche notamment sur l'écart existant entre la vie de musicienne en tournée et celle de jeune mère de famille, mettant entre autres à profit son expérience de première main en tant qu'artiste et que puéricultrice.
Son troisième roman, Alice et les orties, aborde en 2016, sous forme de conte cruel, la tragique violence d'un viol, tandis que son roman biographique consacré à la chanteuse Barbara paraît en 2017.
Son cinquième roman, C'est toi, maman, sur la photo ?, est publié à l'automne 2019, jouant avec l'autobiographique d'une adolescence rebelle et révoltée,.
Son sixième roman, L’Internat de l’île au cigale, est publié en 2019, sous forme de livre d’aventure, un groupe en 6e dans un vieil internat qui pourrait bien cacher des choses. C'est le premier tome d’une série ado publiée chez Albin Michel Jeunesse. Le deuxième tome, La Maison cachée, sort le 18 août 2020.

## Discographie

### EP
- 2006 : Chic (Believe)

### Albums
- 2001 : Marie-Plane (AZ/Universal)
- 2011 : On est tous un jour de l'air
- 2019 : Chansons d'amour pour ton bébé (livre jeunesse-CD)[12], illustrations de Marine Schneider, Le Label dans la forêt

## Publications

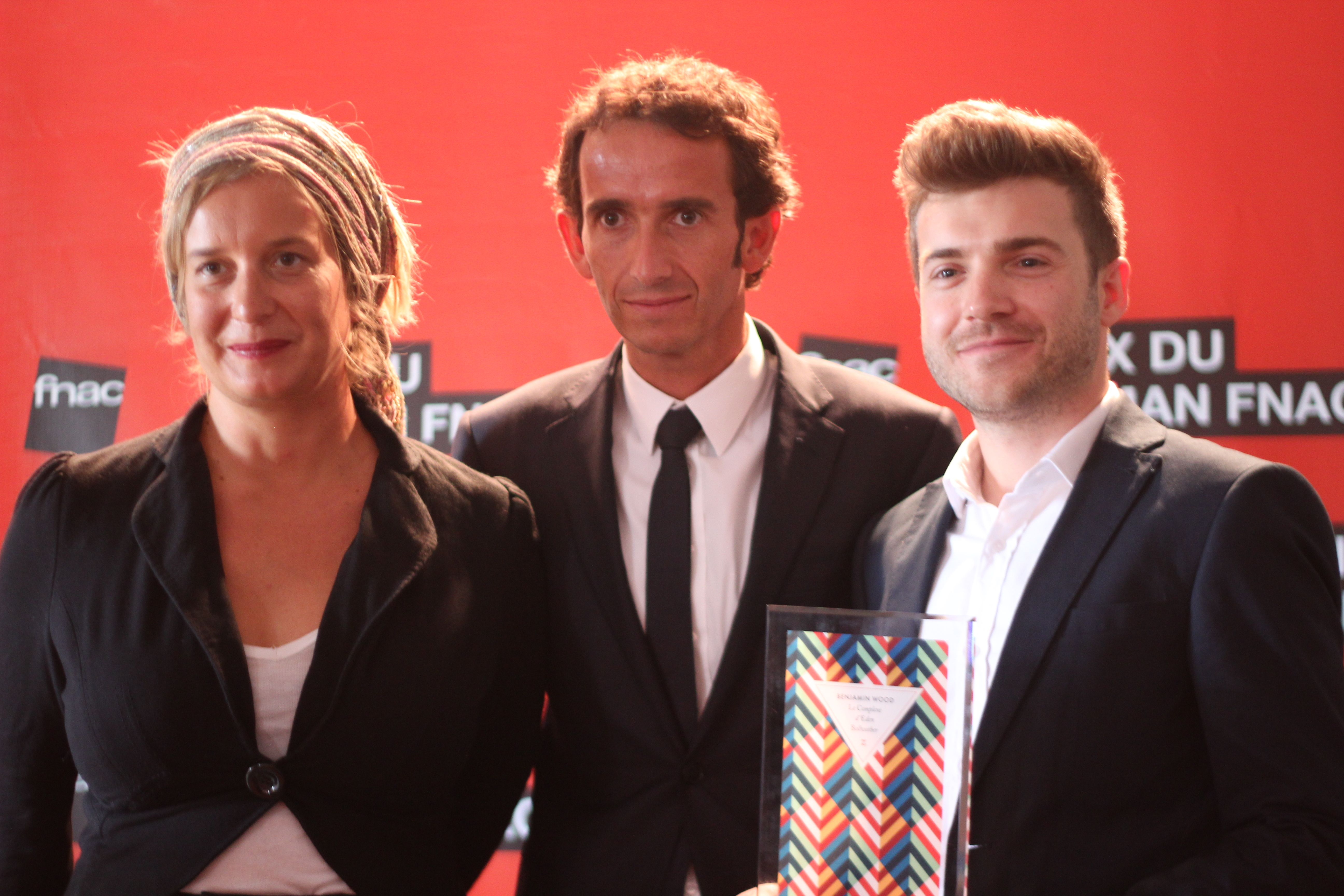
Julie Bonnie, Alexandre Bompard et Benjamin Wood (de gauche à droite) lors de la remise du prix du roman Fnac 2014.

### Romans
- Chambre 2, éditions Belfond, 2013,  (ISBN 9782714455796), 192 p. — prix du roman Fnac
- Mon amour, éditions Grasset, 2015
- Alice et les Orties, ill. Robin Feix, éditions Grasset, 2016  (ISBN 978-2246862604), 160 p.
- Barbara, roman, éditions Grasset, 2017
- C'est toi, maman, sur la photo ?, éditions Globe, 2019,  (ISBN 978-2211238328), 208 p.

### Romans junior
- L’Internat de l’île aux cigales, éditions Albin Michel, 2019  (ISBN 978-2-01-715518-8), 332 p.
- L’Internat de l’île aux cigales, tome 2, La Maison cachée, éditions Albin Michel, 2020

### Littérature jeunesse
- Super Chanteuse et Petit Pirate[5], illustrations de Charles Dutertre, éditions du Rouergue, 2013
- Le Lion des montagnes, éditions du Rouergue, 2014
- Lalala est là !, ill. Robin Feix, Le label dans la forêt, 2019
- Chansons d'amour pour ton bébé[12], ill. Marine Schneider, Le Label dans la forêt, 2019 - livre jeunesse-CD